# Mampong
Mampong is een plaats in Ghana in de buurt van Kumasi, in de regio Ashanti. Mampong is de hoofdstad van het West-Sekyere. In Ghana bestaan nog meer plaatsen met de naam Mampong.
In Manpong in Ashanti is een campus van de University of Education, Winneba gevestigd. Ook is er het Mampong Centre for Scientific Research into Plant Medicine gevestigd. Het centrum doet onderzoek naar het gebruik van medicinale planten

## Geboren
- Joseph Hanson Kwabena Nketia (1921-2019), musicoloog
- Gerald Asamoah (1978), Duits-Ghanees voetballer
- Kofi Opare (1990), Amerikaans-Ghanees voetballer
- Kingsley Boateng (1994), Italiaans-Ghanees voetballer